# Danh sách vua Hittite
Niên đại và trình tự của các vị vua Hittite được biên soạn từ những tư liệu rời rạc, bổ sung bằng việc tìm thấy những dữ liệu gần đây ở Hattusa của hơn 3.500 dấu ấn cung cấp tên gọi, tước vị và phả hệ của các đời vua Hittite. Toàn bộ niên đại đưa ra ở đây chỉ mang tính tương đối, dựa vào sự đồng bộ từ biên niên đối với các nước láng giềng và Ai Cập được biết đến.
Có rất ít dữ kiện về các nhà lãnh đạo của thời kỳ Trung vương quốc. Trình tự ở đây vẫn chủ yếu dựa theo Bryce (1998), nhưng lại sử dụng bảng niên đại thời gian ngắn (hoặc thấp). McMahon (1989) liệt kê Hattusili II và Tudhaliya III theo thứ tự đảo ngược.Bryce, trong số những người khác, không phân biệt một Trung vương quốc. Thay vào đó ông kết thúc Cổ vương quốc với Muwatalli I và bắt đầu Tân vương quốc với Tudhaliya I. Mà cả Tudhaliya "Trẻ" thường bao gồm trong danh sách vua Hittite khi ông bị ám sát sau cái chết của tiên đế Tudhaliya II.

## Hatti
| Tên          | Trị vì                             | Dòng dõi và sự kiện quan trọng             |
| ------------ | ---------------------------------- | ------------------------------------------ |
| Pamba        | khoảng đầu thế kỷ 22 TCN (sơ lược) | King of Hatti                              |
| Pithana      | khoảng thế kỷ 17 TCN (sơ lược)     | Vua của Kussara, dẫn binh chinh phục Neša  |
| Piyusti      | khoảng thế kỷ 17 TCN (sơ lược)     | Vua của Hatti, bị Anitta đánh bại          |
| Anitta       | khoảng thế kỷ 17 TCN (sơ lược)     | Vua của Kussara, mang quân phá hủy Hattusa |
| (Tudhaliya)  |                                    | Ông cố của Hattusili I                     |
| (PU-Sarruma) |                                    | Con trai của Tudhaliya                     |

## Cổ vương quốc
| Tên                        | Trị vì                         | Dòng dõi và sự kiện quan trọng                                                   |
| -------------------------- | ------------------------------ | -------------------------------------------------------------------------------- |
| Labarna I                  | khoảng 1600-1586 TCN (sơ lược) | Người sáng lập truyền thống                                                      |
| Hattusili I hay Labarna II | khoảng 1586–1556 TCN (sơ lược) | Cháu/cháu trai(?) của Labarna; có lẽ là người cai trị đầu tiên tái chiếm Hattusa |
| Mursili I                  | khoảng 1556–1526 TCN (sơ lược) | Cháu trai của Hattusili I; cướp phá Babylon, khoảng năm 1531 TCN                 |
| Hantili I                  | khoảng 1526–1496 TCN (sơ lược) | Anh/em rể của Mursili I; đã ám sát Mursili I                                     |
| Zidanta I                  | khoảng 1496–1486 TCN (sơ lược) | Con rể của Hantili I; đã ám sát con trai/người thừa kế của Hantili I             |
| Ammuna                     | khoảng 1486–1466 TCN (sơ lược) | Con trai của Zidanta I; đã ám sát cha mình                                       |
| Huzziya I                  | khoảng 1466–1461 TCN (sơ lược) | Con trai của Ammuna?                                                             |
| Telipinu                   | khoảng 1460 TCN (sơ lược)      | Anh/em rể của Huzziya I; chiếm đoạt ngôi vị từ Huzziya                           |

## Trung vương quốc
| Tên         | Trị vì                    | Dòng dõi và sự kiện quan trọng                                                                       |
| ----------- | ------------------------- | --- |
| Alluwamna   | khoảng giữa thế kỷ 15 TCN | Con rể của Telipinu                                                                                  |
| Hantili II  | khoảng 1500-1450 TCN      | Con trai của Alluwamna                                                                               |
| Tahurwaili  |                           | Kẻ cướp ngôi. Cai trị vào khoảng thời Telipinu và Zidanta II, mặt khác thời gian thì chưa chắc chắn. |
| Zidanta II  |                           | Con trai? của Hantili II                                                                             |
| Huzziya II  |                           | Con trai? của Zidanta II                                                                             |
| Muwatalli I | khoảng 1400 TCN           | Kẻ cướp ngôi; đã ám sát Huzziya II                                                                   |

## Tân vương quốc (Đế quốc)

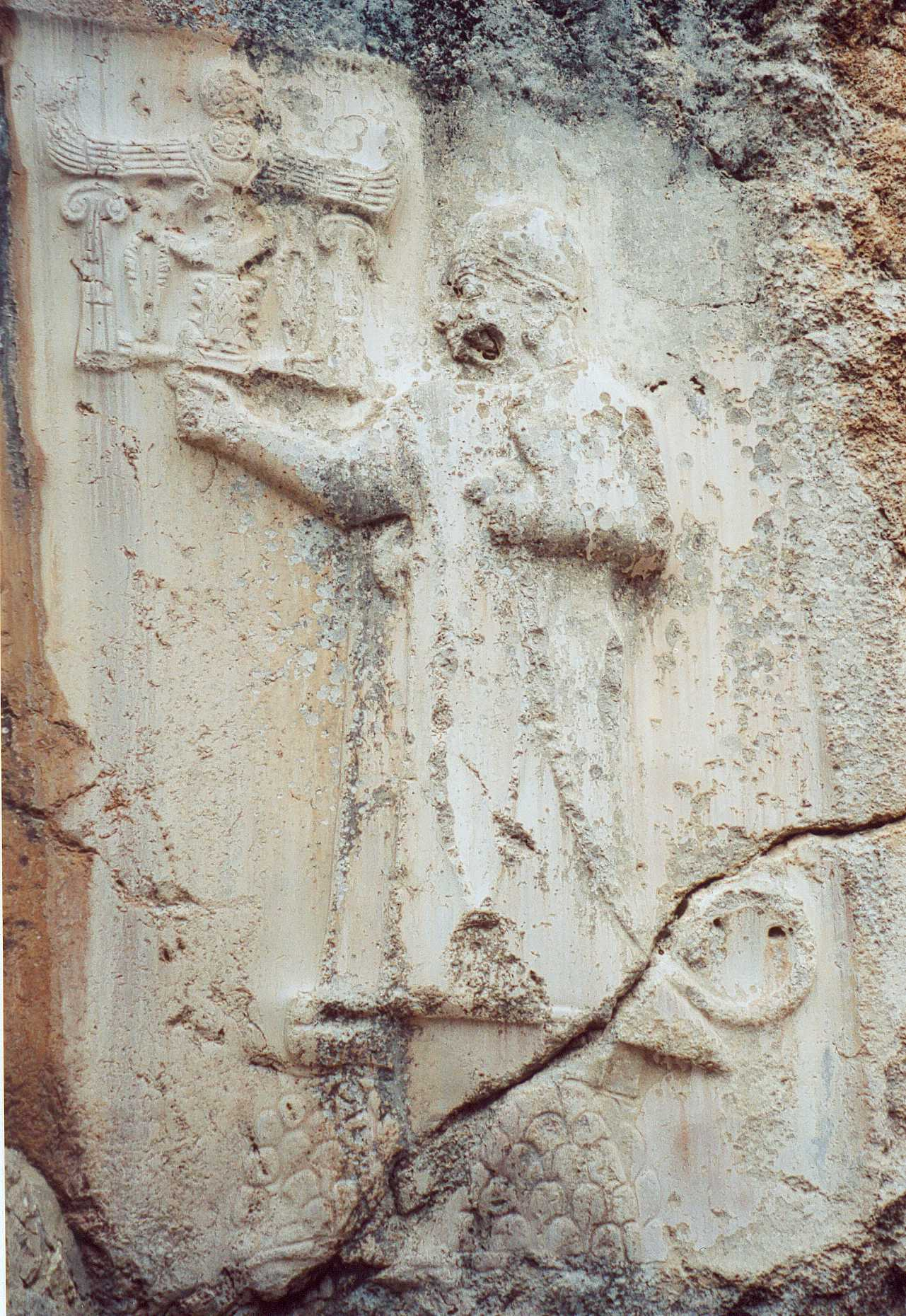
Tudhaliya IV

| Tên                         | Trị vì                             | Dòng dõi và sự kiện quan trọng |
| --------------------------- | ---------------------------------- | --- |
| Tudhaliya I                 | khoảng đầu thế kỷ 14 TCN (sơ lược) | Dòng dõi chưa chắc chắn; có lẽ là một người cháu của Zidanta II. Trở thành vua sau khi Muwatalli I bị giết chết.                    |
| Arnuwanda I                 |                                    | Con rể của Tudhaliya I |
| Hattusili II (?)            |                                    | Sự tồn tại, dòng dõi và thời gian của triều đại này vẫn còn mang tính tranh cãi                                                     |
| Tudhaliya II                | khoảng 1360? – 1344 TCN (sơ lược)  | Con trai của Arnuwanda (or Hattusili II?)                                                                                           |
| Tudhaliya III "Trẻ"         |                                    | Con trai của Tudhaliya II; bị ám sát sau cái chết của phụ hoàng; ông có thể chưa cai trị được ngày nào.                             |
| Suppiluliuma I              | khoảng 1344–1322 TCN (sơ lược)     | Con trai của Tudhaliya II (hoặc Hattusili II?); mở rộng đế chế; được đề cập trong Bức thư Amarna                                    |
| Arnuwanda II                | khoảng 1322–1321 TCN (sơ lược)     | Con trai của Suppiluliuma |
| Mursili II                  | khoảng 1321–1295 TCN (sơ lược)     | Con trai của Suppiluliuma |
| Muwatalli II                | khoảng 1295–1272 TCN (sơ lược)     | Con trai của Mursili II; Battle of Kadesh, ca. 1274 TCN                                                                             |
| Mursili III hay Urhi-Teshub | khoảng 1272–1267 TCN (sơ lược)     | Con trai của Muwatalli II |
| Hattusili III               | khoảng 1267–1237 TCN (sơ lược)     | Em trai của Muwatalli II; hiệp ước với Ai Cập khoảng năm 1258 TCN                                                                   |
| Tudhaliya IV                | khoảng 1237–1209 TCN (sơ lược)     | Con trai của Hattusili III; Trận Nihriya                                                                                            |
| Kurunta                     | khoảng 1228–1227 TCN (sơ lược)     | Con trai của Muwatalli II; triều đại của ông còn chưa rõ; có thể đã cai trị trong một thời gian rất ngắn ở giữa thời của Tudhaliya. |
| Arnuwanda III               | khoảng 1209–1207 TCN (sơ lược)     | Con trai của Tudhaliya IV |
| Suppiluliuma II             | khoảng 1207–1178 TCN (sơ lược)     | Con trai của Tudhaliya IV; để mất Hattusa, khoảng năm 1178 TCN                                                                      |